# O šizení jakožto exaktní vědě
O šizení jakožto exaktní vědě (v angličtině "Diddling Considered as One of the Exact Sciences") je krátká satira / literární parodie psaná formou eseje amerického spisovatele a literárního teoretika Edgara Allana Poea z roku 1843.
Satira, jak vyplývá z názvu se zaměřuje na rozšířený společenský nešvar, jemuž se daří ve všech dobách. Text je uveden následujícím útržkem:
| „                               | Ošidí tě jedenkrát, dvakrát, třikrát, čtyřikrát… | “ |
| — O šizení jakožto exaktní vědě |                                                  |   |

## Příběh
Esej začíná filozofickou úvahou, že člověk je živočich, který jako jediný šidí. „Člověk byl stvořen, aby šidil.“ O člověku ošizeném se mluví jako o člověku doběhnutém. Šizení, uvažujeme-li o něm jakožto o komplexním díle, má několik charakteristik:
- Nepatrnost - šidič je detailista, zabývá se nepatrnostmi. Je-li zlákán k nějaké větší akci, stává se z něj tzv. „finančník“.
- Zištnost - jediným cílem je zisk a to směrem z vaší kapsy do jeho kapsy.
- Vytrvalost - šidič se jen tak lehce nevzdává a kráčí neústupně za svým cílem.
- Smělost - nepoctivci nesmí chybět odvaha.
- Nonšalance - také musí mít nervy ze železa a nesmí postrádat lehkost. Nic jej nevyvede z míry - pouze ze dveří.
- Originalita - šidič nemá rád otřepané triky, je hrdý na své vlastní provedení.
- Nestoudnost - rád se chvástá, jí vám oběd, půjčuje si vaše peníze, líbá vaši ženu.
- Škleb - pravý mistr svého oboru korunuje své dílo šklebem. Ovšem věnovaným pouze sobě. Přijde do svého kamrlíku, zamkne dveře, svlékne si šaty, vleze do postele a šklebí se.

Je jisté, že se šizení praktikuje již od dávnověku. Snad byl prvním šidičem již Adam. Šizení jakožto věda prošla vývojem a novověcí lidé ji přivedli k dokonalosti.
Povídková esej následně popisuje několik neotřelých příkladů šizení.

## Česká vydání
Česky vyšla povídka v následujících sbírkách:
- Jáma a kyvadlo a jiné povídky (Odeon 1975, 1978, 1987, 1988 a Levné knihy KMa 2002 [2])
- Na slovíčko s mumií: Grotesky a jiné směšné příběhy (Hynek s.r.o., 1999)
- Předčasný pohřeb a jiné povídky (Mladá fronta, 1970)
- Zrádné srdce: Výbor z díla (Naše vojsko, 1959, překlad Josef Schwarz, vázaná s papírovým přebalem, 676 stran)